# Luis Alberto Parra Mora
Luis Alberto Parra Mora (ur. 22 marca 1944 w Tenza, zm. 8 sierpnia 2023 w Bogocie) – kolumbijski duchowny rzymskokatolicki, w latach 2003-2014 biskup Mocoa-Sibundoy.

## Życiorys
Święcenia kapłańskie przyjął 9 października 1971. Inkardynowany do archidiecezji bogotańskiej, pełnił w niej funkcje wikariusza ds. duszpasterskich. Był także wikariuszem generalnym diecezji Yopal oraz proboszczem tamtejszej katedry.
18 października 2003 został prekonizowany biskipem Mocoa-Sibundoy. Sakrę biskupią otrzymał 11 grudnia 2003. 1 grudnia 2014 zrezygnował z urzędu.